# Ferrel
Ferrel ist ein Ort und eine Gemeinde an der Küste in Zentral-Portugal. Ferrel liegt 6 km nördlich von Peniche und schließt sich unmittelbar an den Gemeindeort Baleal an. Bekanntester Strand von Ferrel ist Almagreira in Baleal, ein beliebter Treffpunkt von Surfern (Wellenreitern). Landesweit wurde der Ort Mitte der 1970er bekannt, als die Anti-Atomkraft-Bewegung hier erfolgreich ein weiterhin atomkraftfreies Portugal erstritt.

## Geschichte
Das Gebiet der heutigen Gemeinde Ferrel wurde von Portugals erstem König D. Afonso Henriques im Zuge der Reconquista erobert. 1160 gab er es 1160 an Wilhelmo Lacorne, als Anerkennung für dessen Verdienste bei der erfolgreichen Belagerung von Lissabon und zur Wiederbesiedlung durch Franken und Galicier. 1168 erhielt Atouguia da Baleia erste Stadtrechte und wurde Sitz des Verwaltungskreises, zu dem auch das heutige Gemeindegebiet von Ferrel gehörte.
Bedeutung erlangte das Gebiet durch den zunehmenden Fischfang und insbesondere den Walfang, dem die Kreisstadt seinen Namenszusatz und der heutige Gemeindeort Baleal seine Ortsbezeichnung verdankt (Baleia, port. für Wal).
Nachdem die bisherige Insel Peniche ab dem 15. Jahrhundert versandete und einen natürlichen Landzugang erhielt, nahm Peniche an Bedeutung zu und Atouguia ab. Im Zuge der Verwaltungsreformen nach der Liberalen Revolution 1822 und dem folgenden Miguelistenkrieg wurde der Kreis Atouguia da Baleia 1836 aufgelöst und ist seither eine Gemeinde Peniches.
Ferrel strebte 1808 erstmals den Status einer eigenständigen Gemeinde an und verstärkte seine Bemühungen seither in Schüben immer wieder. 1985 wurde Ferrel schließlich aus der Gemeinde Atouguia ausgegliedert und ist seither eine eigenständige Gemeinde im Kreis Peniche.
Als nach der linksgerichteten Nelkenrevolution 1974 das zur Demokratie zurückgekehrte Portugal Pläne zur Errichtung eines Atomkraftwerks in Ferrel verfolgte und 1976 erste Planungsschritte vor Ort unternahm, demonstrierten am 15. März 1976 hier 1500 Menschen gegen das Vorhaben, das den Auftakt für eine Reihe Proteste war, auch in Ferrel und nun auch mit Beteiligung internationaler Aktivisten. Der bekannte Liedermacher Fausto behandelte in seinem Lied Rosalina von 1976 die Vorkommnisse, und am 20. und 21. Januar 1978 wurde in Ferrel und in Caldas da Rainha das Protest- und Musikfestival I. Festival Pela Vida Contra a Central Nuclear (Portugiesisch für: 1. Festival für das Leben und gegen das Atomkraftwerk) veranstaltet. Die Proteste von Ferrel wurden landesweit bekannt und stehen bis heute als ein Symbol für den Anfang der späteren portugiesischen Energiepolitik: Portugal entschloss sich 1982 endgültig gegen Atomkraft und wandte sich langsam, später verstärkt den Erneuerbaren Energien zu (siehe auch Energiewende in Portugal). 2012 wurde vor dem Gemeindeort Baleal ein modernes Wellenkraftwerk eingeweiht.
Am 6. April 2011 wurde Ferrel zur Kleinstadt (Vila) erhoben, durch Gesetzesbeschluss des Portugiesischen Parlaments Nr. 452/XI.

## Verwaltung

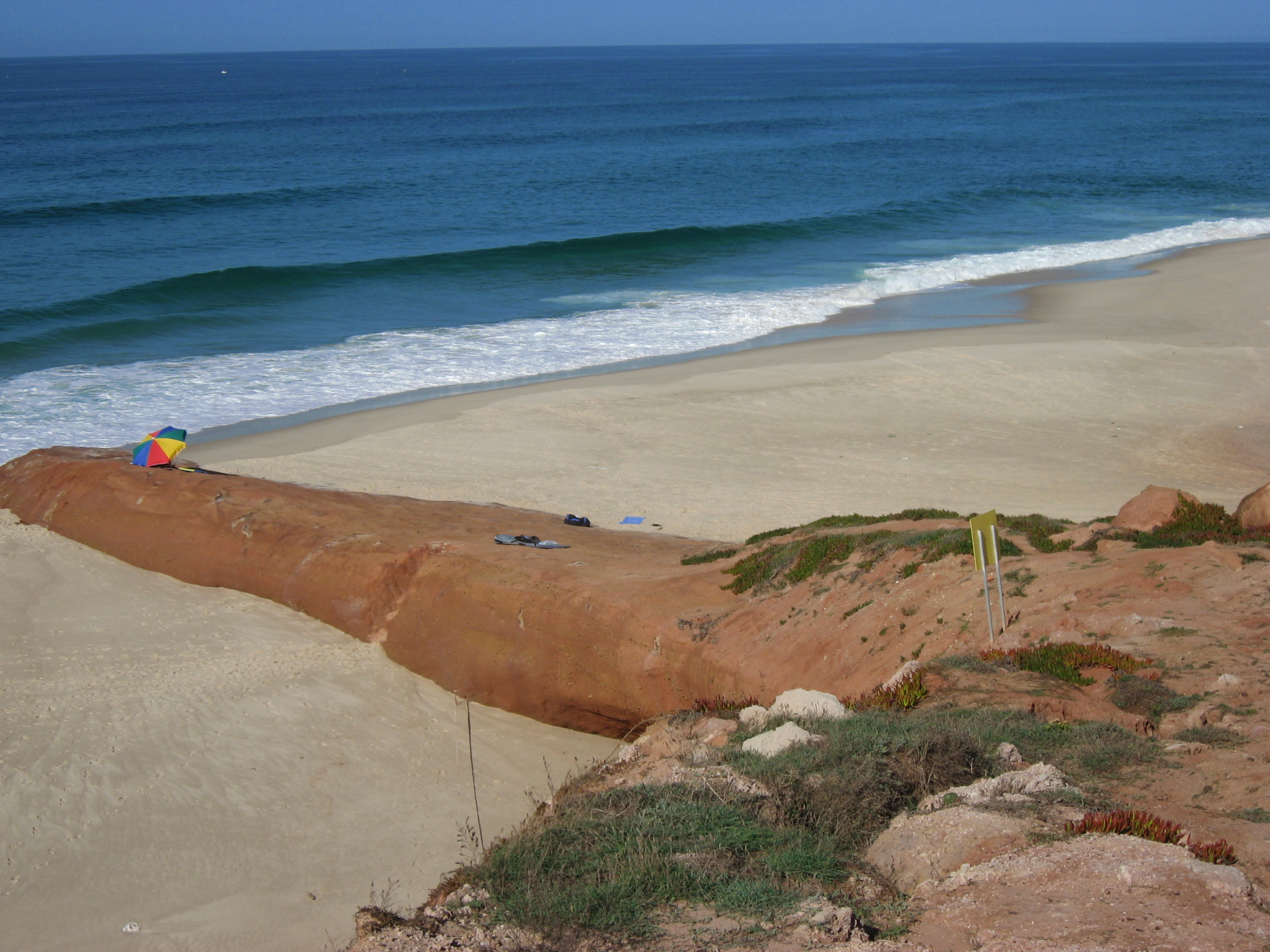
Der Strand Praia da Almagreira

Ferrel ist Sitz einer gleichnamigen Gemeinde (Freguesia) im Kreis (Concelho) von Peniche im Distrikt Leiria. Sie hat 2759 Einwohner und eine Fläche von 14 km² (Stand 19. April 2021)
Folgende Ortschaften liegen in der Gemeinde:
- Baleal
- Baleal Sol Village I und II
- Casais Baleal
- Casal da Lagoa Seca
- Ferrel

Zwei Strände liegen im Gemeindegebiet, beide in der Ortschaft Baleal:
- Praia da Almagreira
- Praia do Baleal

## Kultur und Sehenswürdigkeiten

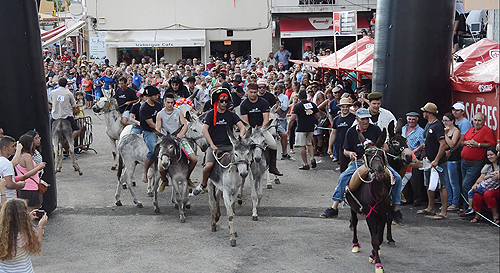
Das traditionelle Eselrennen von Ferrel (2015).

Die Sandstrände in Baleal gehören zu den Hauptanziehungspunkten der Gemeinde, die Wellen davor ziehen zudem Surfer aus Portugal und aller Welt an.
Jedes Jahr findet ab dem 5. August ein großes Dorffest statt, das Musik, Feuerwerk und Jahrmarkt nach Ferrel bringt. Traditionell findet dabei auch ein Eselrennen statt, das rund um die Kirche in der Ortsmitte ausgetragen wird. Das Fest wurde am 6. August 1639 das erste Mal veranstaltet.
Zwei geschützte Baudenkmäler befinden sich in der Gemeinde Ferrel, beides Sakralbauten:
- Die manieristische Capela de Ferrel in der Ortsmitte von Ferrel, nach ihrer Schutzpatronin auch Capela de Nossa Senhora da Guia, wurde vermutlich ab 1680 erbaut, als das Steinkreuz davor aufgerichtet wurde.[7]
- Die kleine Kapelle Ermida de Santo Estêvão in Baleal wurde im 16. Jh. errichtet und erhielt im 17. Jh. ihre heutige Auskleidung mit Azulejos.[8]

## Wirtschaft und Verkehr

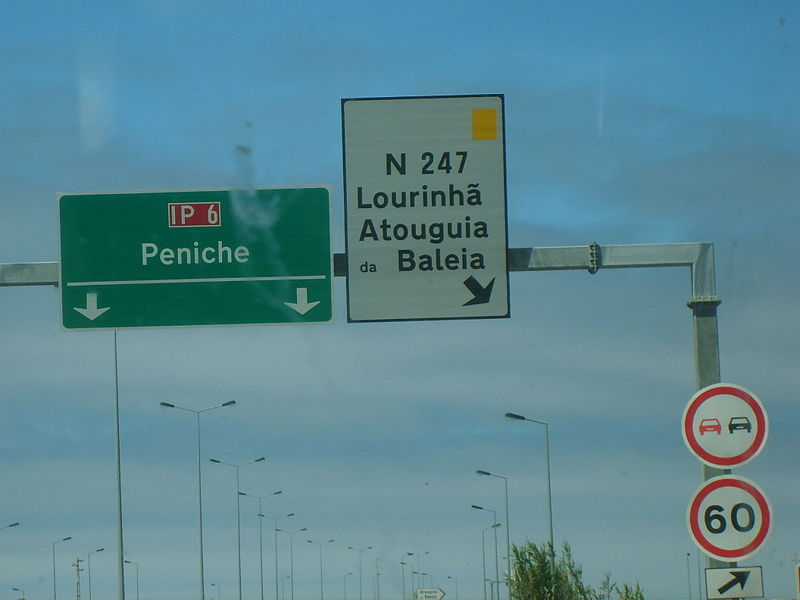
Der Abzweig von der IP6 zur N247, die über Atouguia da Baleia nach Ferrel führt.

Die ursprünglich stark landwirtschaftlich ausgerichtete Gemeinde, in der auch die Fischerei und das Baugewerbe von großer Bedeutung waren, ist heute vor allem durch das Gastgewerbe und den Fremdenverkehr geprägt. Im Meer vor Baleal liefert zudem seit 2012 ein Wellenkraftwerk Strom.
Verkehr
Die Gemeinde ist über die Autobahn A8 und den Zubringer IP6 zu erreichen, an der Ausfahrt Nr. 1 (Ausfahrt Atouguia da Baleia) zweigt die N247 nach Ferrel ab.
Der nächste Eisenbahnhalt ist der etwa 25 km entfernte Haltepunkt Dagorda/Peniche an der Linha do Oeste, eine Haltestelle vor Óbidos (von Süden / Lissabon aus gesehen).
Der nächste Flughafen ist der Flughafen Lissabon, etwa 80 Autominuten entfernt.
Auf der Halbinsel Baleal befindet sich in einer geschützten Bucht ein sehr kleiner Hafen für Fischerboote.